# كالوم ستايلز
كالوم ستايلز (بالإنجليزية: Callum Styles)‏ هو لاعب كرة قدم بريطاني في مركز الهجوم، ولد في 28 مارس 2000 في بري ‏ في المملكة المتحدة. لعب مع نادي بوري.

## وصلات خارجية
- كالوم ستايلز على موقع الاتحاد الأوربي (الإنجليزية)
- كالوم ستايلز على موقع قاعدة بيانات كرة القدم.إي يو (الإنجليزية)
- كالوم ستايلز على موقع ناشيونال فوتبول تيمز (الإنجليزية)
- كالوم ستايلز على موقع Soccerbase.com (لاعب) (الإنجليزية)
- كالوم ستايلز على موقع Soccerway.com (الإنجليزية)